# Hylomyscus
Hylomyscus — рід гризунів родини мишевих.

## Опис тварин
Досягають довжини тіла 7–12 сантиметрів, хвіст від 8 до 17 сантиметрів, а вага становить від 8 до 42 грамів. Вони від червонувато-коричневого до сіро-коричневого кольору зверху, знизу сіро-білі. Їхнє хутро м'яке, морда загострена, вуха великі.

## Проживання
Ці гризуни живуть в Африці на південь від Сахари. Їхнє місце існування — ліси та інші зі щільним підліском області.

## Поведінка
Hylomyscus ведуть нічний і деревний спосіб життя, швидко і вміло продираються крізь гілки. Протягом дня вони спочивають у гніздах з листя, які вони створюють у дуплах дерев або інших потаємних місцях. Їхній раціон складається з фруктів та інших частин рослин, меншою мірою, вони також їдять комах.